# Агайманы
Агайма́ны (укр. Агаймани; c 1937 по 2016 г. Фру́нзе) — село в Ивановской поселковой общине Генического района Херсонской области Украины.
Население по переписи 2001 года составляло 1698 человек. Занимает площадь 177,693 км². Почтовый индекс — 75423. Телефонный код — 5531.
Возле села находится Большой Агайманский под.

## История
В 1879 году у Агайман погиб последний вольный тарпан. Большая артель крестьян, услышав, что у Агайман видели тарпана, устроила за ним погоню. Тарпан сломал ногу и, несмотря на попытки его вылечить, погиб. После этого в степи тарпанов никто не видел. В неволе тарпаны прожили ещё некоторое время.

## Люди
В селе родился Нечипоренко Пётр Кириллович (1892—1937) — советский учёный и изобретатель, геофизик, профессор.
В селе родился Садовой Александр Петрович (1906—1963) — подполковник Советской Армии, участник Великой Отечественной войны, Герой Советского Союза (1945).

## Местный совет
75422, Херсонская обл., Генический р-н, с. Агайманы, ул. Садового, 2